# 中南蒿
中南蒿（学名：Artemisia simulans）为菊科蒿属的植物，为中国的特有植物。分布于中国大陆的安徽、广西、四川、湖南、贵州、浙江、福建、云南、湖北、广东、江西等地，生长于海拔2,100米的地区，多生于低海拔地区的山坡与荒地上，目前尚未由人工引种栽培。